# Hannes Ocik
Hannes Ocik (Rostock, 8 giugno 1991) è un canottiere tedesco, vincitore della medaglia d'argento nell'8 con a Rio de Janeiro 2016.

## Palmarès
- Giochi olimpici

Rio de Janeiro 2016: argento nell'8+.
Tokyo 2020 : argento nell’8+.
- Mondiali

Chungju 2013: argento nell'8.
Aiguebelette-le-Lac 2015: argento nell'8.
Sarasota 2017: oro nell'8.
Plovdiv 2018: oro nell'8.
Linz-Ottensheim 2019: oro nell'8.
- Europei

Siviglia 2013: oro nell'8.
Poznań 2015: oro nell'8.
Račice 2017: oro nell'8.
Glasgow 2018: oro nell'8.
Lucerna 2019: oro nell'8.
Poznań 2020: oro nell'8.